# Jogo de computador

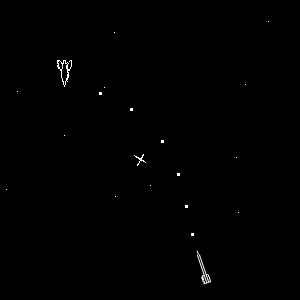
Spacewar!, desenvolvido para o PDP-1 em 1961, é frequentemente creditado como o segundo jogo de computador da história. O jogo consistia em duas naves espaciais controladas por jogadores, que manobravam ao redor de uma estrela central, cada uma tentando destruir a outra.

Um jogo de computador é um programa de entretenimento — um jogo virtual — onde a plataforma é um computador pessoal.
Os jogos para computador evoluíram de simples sistemas de jogos baseados em texto e/ou interfaces gráficas simples e de jogabilidade limitada (os primeiros títulos, como Spacewar!), para uma vasta gama de títulos visual e sonoramente mais avançados, e de jogabilidade mais complexa. Parte desse avanço se deu por conta da facilidade que o computador fornece aos programadores para desenvolverem jogos, pois normalmente o custo é muito elevado para se desenvolver um jogo para consoles, limitando o acesso aos grandes estúdios de jogos.
A flexibilidade do computador não está restrita ao grande número de títulos. Também é possível fazer melhorias graduais, tais como trocar a placa de vídeo, ou adquirir um controle mais sofisticado, o que permite um investimento gradual, ao invés do grande desembolso imediato exigido pelos videogames. Além disso, os jogos para computadores, em alguns países, têm preço consideravelmente menor do que os mesmos títulos para outras plataformas. É o caso do Brasil, por exemplo. Finalmente, parte dos jogos são desenhados especificamente para computadores — é o caso de muitos jogos de estratégia em tempo real (RTS, Real Time Strategy) e boa parte dos jogos de RPG (Role Playing Game, "jogo de interpretação de papéis"), onde o uso do mouse e o grande número de teclas beneficia o jogador.
Outro fator que impulsionou os jogos de computador foi a conectividade. Com a facilidade de conexão entre vários computadores numa rede, foi criada a modalidade de jogos online. Num jogo online pode-se jogar o mesmo título numa rede fechada de computadores, ou pela Internet, com muitas pessoas — amigos, desconhecidos ou ambos. É o modo preferido por muitos jogadores. Jogos como Counter Strike possibilitaram o surgimento das Lan Houses, estabelecimentos comerciais com diversos computadores, que podem ser interligados numa mesma rede de computadores, onde diversos jogadores usam o mesmo jogo e interagem entre si. Além disso, graças à possibilidade de acesso a Internet surgiu um gênero de jogo que reúne milhares de jogadores em um único espaço virtual: os MMO, como os MMORPG. Há também jogos que deram origem a socialização em termos virtuais, como é o caso do jogo Second Life, que ambientaliza a vida real num mundo virtual. Outro jogo bastante conhecido é o The Sims.
Embora menor que o mercado de videogames, não se pode desprezar o segmento dos computadores. Segundo o relatório Essential Facts About the Computer Game Industry" (em inglês), da Entertainment Software Association, feito em 2007, 970 milhões de dólares, o equivalente a 34,5 milhões de unidades de jogos de computadores, foram vendidos em 2006 nos Estados Unidos. Isso equivale a nada menos que 16% do mercado de jogos americano, o maior mercado para jogos eletrônicos do mundo.
Por fim, deve-se levar em consideração que não há restrições sobre quais estúdios podem programar e comercializar jogos de computador. Isso leva a uma profusão de títulos disponíveis, seja de jogos casuais em sites na internet, seja de grandes produções de estúdios famosos — muitos dos quais posteriormente portam seus jogos para videogames. Tal característica faz do computador a porta de entrada para os novos desenvolvedores de jogos.
Importante notar que muitos jogos fazem o caminho inverso, sendo lançados inicialmente para videogames e depois para PC.

## Indústria de jogos de computador nos países lusófonos

### Brasil
Desde o início da década de 1980, jogos brasileiros são produzidos e comercializados nos mais variados tipos e formas.
A primeira forma de comercialização de jogos foi através da publicação de seu código fonte em revistas de Informática, das quais se destacam a Micro Sistemas e Input.
Os microcomputadores utilizados na época (como o NE-Z8000) tinham grandes limitações de memória e processamento, e eram capazes de mostrar apenas texto. Diferente de hoje onde jogos usam o poder dos gráficos, sons e música.
A década de 80 foi a era de ouro dos Adventures de texto, dos quais se destacam o Amazônia (o primeiro jogo comercial feito no Brasil e que é distribuído até hoje pela internet, no site da TILT) e o Lenda da Gávea.
Em dezembro de 2004 a Abragames, Associação Brasileira dos Desenvolvedores de Jogos Digitais, lançou seu plano diretor, que visa estabelecer diretrizes para o crescimento da indústria através de ações governamentais que incluem a diminuição de tarifas sobre produtos deste setor, a realização de concursos e a facilitação de investimentos, tanto públicos quanto privados. Em maio de 2005, a ABRAGAMES lançou os resultados da Pesquisa sobre a Indústria de Jogos no Brasil. Dessa pesquisa um dado importante que deve ser destacado é a existência de aproximadamente 60 estúdios de desenvolvedores de games no Brasil. Existem empresas, hoje consolidadas nesse ramo, desde 1992.
Outlive, produzido pela Continuum Entertainment, é um jogo de estratégia em tempo real, onde o jogador deve comandar tropas militares de humanos, seres geneticamente modificados ou tropas robóticas a fim de explorar os recursos naturais do cenário e eliminar as tropas inimigas, foi lançado em 2001. Outlive foi o segundo jogo produzido pela Continuum e seu maior projeto até então. Este foi o primeiro jogo brasileiro que teve grande propagação internacional, sendo publicado pela Take-Two Interactive nos Estados Unidos e Europa.
Além do desenvolvimento da indústria, muitas universidades no país promovem pesquisas e oferecem cursos de graduação e pós-graduação em jogos computadorizados. A produção acadêmica é mostrada todo ano no SBGames, evento que conta com palestras, demos e apresentação de artigos de universidades de todo o país.